# Páder Rezső
Páder Rezső (Győr, 1851. április 16. – Sopron, 1924. október 12.) római katolikus pap, egyházi író, politikus.

## Életútja
A győri papnevelő intézet kisszemináriumába 1866-ban iratkozott be, ahol teológiát tanult. Pappá szentelésére 1874-ben került sor, ezt követően különböző helyeken volt egyházi szolgálatban mint káplán. 1878-ban szabadhegyi lelkész lett, 1890 után pedig Sopronhorpácson volt plébános. Ezt követően a közéletben is részt vett, 1896-ban katolikus néppárti programmal a lövői választókerület országgyűlési képviselője lett.
1916-tól rendes tagja volt a Szent István Akadémiának, emellett részt vett a Szent István Társulat tudományos és irodalmi osztályának a munkájában. Többnyire egyházi jellegű írásai a Magyar Korona, a Magyar Állam, a Papok Lapja, a Religio című folyóiratokban és különböző győri lapokban jelentek meg. Néhány prédikációját külön is kiadta a Borromeus hitszónoklati lap.

## Főbb művei
- A vérrokonság mint házassági akadály. Győr, 1889.
- A házasság szentsége és a polgári házasság. Győr, 1895.